# Friedrich August Trenkler

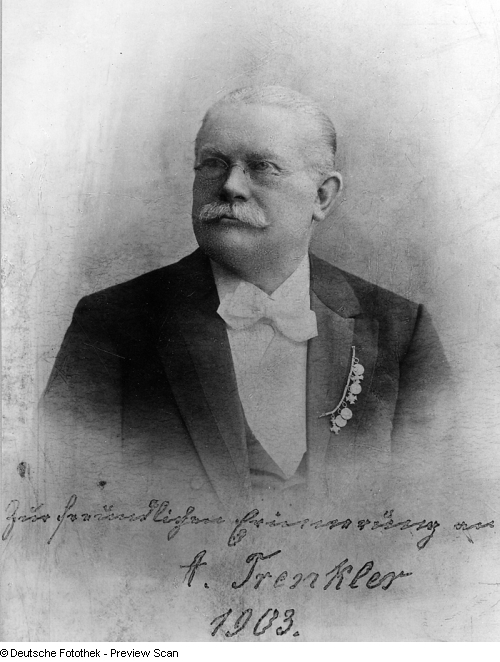
Friedrich August Trenkler (1903)

Friedrich August Trenkler (* 6. September 1836 in Loschwitz b. Dresden; † 1. August 1910 in Dresden) war ein sächsischer Dirigent, Königlicher Musikdirektor und Komponist von Marschmusik.

## Leben und Wirken
Nach seinem Musikstudium trat Trenkler in die sächsische Armee ein. Von 1867 bis 1889 war er Dirigent im 2. Königlich Sächsischen Grenadier-Regiment Nr. 101 in Dresden. Mit dessen Kapelle nahm er 1873 an einem Wettbewerb für Militärkapellen in den Niederlanden teil.
Im Jahr 1879 wurde Trenkler zum Königlich Sächsischen Musikdirektor ernannt. Ab 1890 bis 1903 war er Dirigent und künstlerischer Leiter der Dresdner Gewerbehaus-Kapelle, aus der über weitere Zwischenschritte 1915 und 1923 schließlich die Dresdner Philharmonie hervorging. Trenckler, der zuletzt auf der Marsdorfer Straße 5 in Dresden gewohnt hatte, verstarb 1910 in Dresden und wurde auf dem Inneren Neustädter Friedhof beigesetzt.

## Wirken
Als Komponist schrieb Trenkler über 180 Orchesterwerke, die hauptsächlich, jedoch nicht nur, in Sachsen gespielt wurden. Der Wettiner Jubiläumsmarsch war der Parademarsch für Fußtruppen des 1. Königlich Sächsischen Feldartillerie-Regiments Nr. 12 in Dresden und später des 4. (Preußischen-Sächsischen) Artillerie-Regiments der Reichswehr wie auch der Wehrmacht (Artillerie-Regiment 4).

## Werke
- Versailler Festmarsch zum 18.1.1871 (AM II, 206)
- Wettiner Jubiläumsmarsch (HM III, A, 66), 1889 zum 800-jährigen Regierungsjubiläum der Wettiner komponiert (Online: Wettiner Jubiläumsmarsch)
- Oberst-von-Hodenberg-Marsch